# 西南阿连特茹和文森汀海岸自然公园
西南阿连特茹和文森汀海岸自然公园（Parque Natural do Sudoeste Alentejano e Costa Vicentina）是位于葡萄牙中南部阿连特茹和阿尔加威地区的一個自然公园。它是受葡萄牙官方保护的30个自然公园区域之一。